# Vallis Krishna
La Vallis Krishna è una struttura geologica della superficie della Luna.